# Karl Duill
Karl Duill (fl. XIX secolo) è stato un pistard tedesco.
Partecipò ai Giochi della II Olimpiade che si svolsero a Parigi nel 1900. Prese parte alla gara di velocità, dove fu eliminato ai quarti di finale.
Duill disputò anche alla corsa a punti dove risultò vincitore della medaglia d'argento, medaglia non riconosciuta ufficiale dal CIO.